# Hans Næss
Hans Henrik Stoermann-Næss (ur. 3 listopada 1886 w Bergen, zm. 10 grudnia 1958 tamże) – norweski żeglarz, olimpijczyk, zdobywca złotego medalu w regatach na Letnich Igrzyskach Olimpijskich w 1920 roku w Antwerpii.
Na Letnich Igrzyskach Olimpijskich 1920 zdobył złoto w żeglarskiej klasie 12 metrów (formuła 1907). Załogę jachtu Atlanta tworzyli również Henrik Østervold, Jan Østervold, Ole Østervold, Kristian Østervold, Halvor Møgster, Halvor Birkeland, Rasmus Birkeland i Lauritz Christiansen.